# Ekaterinburg Grand Slam 2018
L'Ekaterinburg Gran Slam 2018 è stato la 2ª edizione dell'annuale meeting di judo e si è tenuto a Ekaterinburg, in Russia, dal 17 al 18 marzo 2018. Il meeting è stato la quinta tappa del circuito IJF World Tour 2018.

## Risultati
Di seguito i primi tre classificati di ogni specialità.

### Uomini
| Specialità | 1º classificato         | 2º classificato      | 3º classificato                      |
| -60kg      | Yeldos Smetov           | Islam Jašuev         | Yuma Oshima Beslan Mudranov          |
| -66kg      | Hifumi Abe              | Jakub Šamilov        | Dzmitrij Minkoŭ Abdula Abdulžalilov  |
| -73kg      | Tsogtbaatar Tsend-Ochir | Ferdinand Karapetian | Fabio Basile Uali Kuržev             |
| -81kg      | Sotaro Fujiwara         | Takeshi Sasaki       | Saeid Mollaei Zebeda Rekhviashvili   |
| -90kg      | Aleksandar Kukolj       | Jahor Varapajeŭ      | Altanbagana Gantulga Nicholas Mungai |
| -100kg     | Nijaz Il'jasov          | Toma Nikiforov       | Laurin Boehler Daniel Mukete         |
| +100kg     | Hyoga Ota               | Henk Grol            | Tamerlan Bašaev Rafael Silva         |

### Donne
| Specialità | 1º classificato    | 2º classificato       | 3º classificato                       |
| -48kg      | Hiromi Endo        | Paula Pareto          | Katharina Menz Narantsetseg Ganbaatar |
| -52kg      | Natal'ja Kuzjutina | Érika Miranda         | Rina Tatsukawa Jessica Pereira        |
| -57kg      | Telma Monteiro     | Chen-Ling Lien        | Sumiya Dorjsuren Momo Tamaoki         |
| -63kg      | Aimi Nouchi        | Juul Franssen         | Maelle Di Cintio Edwige Gwend         |
| -70kg      | Maria Portela      | Taisija Kireeva       | Barbara Matić Barbara Timo            |
| -78kg      | Rika Takayama      | Luise Malzahn         | Mayra Aguiar Anna-Maria Wagner        |
| +78kg      | Larisa Cerić       | Maria Suelen Altheman | Beatriz Souza Carolin Weiss           |